# Bianchi Tipo A
Der Bianchi Tipo A ist ein Pkw-Modell. Hersteller war Bianchi aus Italien. Als Vorgänger können Bianchi 15 HP und Bianchi 16 HP angesehen werden.

## Beschreibung
Das Fahrzeug wurde 1908 vorgestellt. Damals und noch 1913 in Frankreich hatte es den Zusatz 12/15 HP. Später sind auch 12/18 HP (1914) und 14/18 HP (1915) überliefert. Bianchi hatte 1906 damit begonnen, seine Modelle als Tipo mit einem Buchstabenzusatz zu bezeichnen. Der Tipo A war nicht das erste Modell.
Der Vierzylindermotor hatte 75 mm Bohrung, 120 mm Hub und 2121 cm³ Hubraum. Zunächst waren jeweils zwei Zylinder paarweise zusammen gegossen. Der Vergaser kam von Zenith und die Magnetzündung von Bosch. Der Motor war zeittypisch vorn im Fahrgestell eingebaut. Die Motorleistung wurde über ein Vierganggetriebe und eine Kardanwelle an die Hinterachse übertragen. Modellpflege führte 1914 zu einem Monoblockmotor.
Das Fahrgestell hatte 280 cm Radstand und 135 cm Spurweite. Es wog 680 kg in der Ausführung für Personenkraftwagen und 750 kg für Nutzfahrzeuge. Gesichert überliefert ist ein Torpedo mit vier Türen.
Nutzfahrzeuge auf dieser Basis sind als Tipo A C seit spätestens 1914 bekannt. Es waren Kastenwagen, vielleicht auch in offener Form, mit 600 kg Nutzlast.
Die letzte bekannte Erwähnung war mit Bianchi-Katalog von Silvester 1915 für das Modelljahr 1916.
In Großbritannien wurden Fahrzeuge mit diesen Zylinderabmessungen von 1912 bis 1913 als 12/16 HP und 1914 als 12/18 HP angeboten, jeweils mit 13,9 RAC Horsepower eingestuft. 1915 und 1916 wurden sie als 14/18 HP, 1917 als 14/20 HP und 1920 weiterhin als 14/20 HP bezeichnet.